# 6-ty dzień
6-ty dzień (ang. The 6th Day) – amerykański film akcji  z 2000 roku.

## Fabuła
Akcja toczy się w bliskiej przyszłości. Adam Gibson jest doświadczonym pilotem oraz głową rodziny. Pewnego dnia dowiaduje się, że jest ofiarą nielegalnego eksperymentu, polegającego na klonowaniu. Okazuje się, że jego miejsce zajął jego klon, który zachowuje się tak samo jak on. Wkrótce Adam zostaje ścigany przez zabójców, ponieważ trafia do korporacji, która klonuje ludzi. 

## Obsada
- Arnold Schwarzenegger – Adam Gibson
- Tony Goldwyn – Michael Drucker
- Michael Rapaport – Hank Morgan
- Michael Rooker – Robert Marshall
- Sarah Wynter – Talia Elsworth
- Wendy Crewson – Natalie Gibson
- Rodney Rowland – P. Wiley
- Terry Crews – Vincent
- Ken Pogue – Speaker Day
- Colin Cunningham – Tripp
- Robert Duvall – dr Griffin Weir
- Wanda Cannon – Katherine Weir
- Taylor Anne Reid – Clara Gibson

## Odbiór

### Box office
Budżet filmu jest szacowany na 82 milionów dolarów. W Stanach Zjednoczonych i w Kanadzie film zarobił 34,6 mln USD. W innych krajach przychody wyniosły 61,5 mln, a łączny przychód 96,1 mln dolarów.

### Krytyka w mediach
Film spotkał się z mieszaną reakcją krytyków. W serwisie Rotten Tomatoes 41% ze 116 recenzji jest pozytywne, a średnia ocen wyniosła 5,21/10. Na portalu Metacritic średnia ocen z 30 recenzji wyniosła 49 punktów na 100.